# Moritz (Name)
Moritz ist ein männlicher Vorname und Familienname.

## Varianten
Eine archaische Form ist Moriz.
Die französische Form des Namens ist Maurice oder Maurine, die niederländische und schwedische Maurits, die ungarische Móric oder Mór, die italienische Maurizio und die spanische Mauricio, die isländische Mórits, die englische Morris, die polnische Maurycy, die rätoromanische Murez oder Murezzan und die russische Mawrikij. Die serbische Variante Maric dient als Familienname. Eine alte Nebenform in Deutschland und Skandinavien ist Mauritz. Eine weitere Form ist Mauritia.

## Herkunft und Bedeutung
Moritz ist die eingedeutschte Form von lateinisch Mauritius, dem Namen eines der populärsten Heiligen, der gewöhnlich als Schwarzer dargestellt wird. Dieser Name ist eine Erweiterung von lateinisch Maurus, was für Maure oder Mohr steht.

## Namenstag
Mauritius, 22. September

## Namensträger

### Herrscher
- Moritz von Montreal († nach 1153, vor 1161), Herr von Oultrejordain
- Moritz II. (Oldenburg) (urkundlich bezeugt 1381–1420)
- Moritz (Sachsen) (1521–1553), Herzog
- Moritz von Ortenburg († 1551), bayerischer Politiker im 16. Jahrhundert
- Moritz (Sachsen-Lauenburg) (1551–1612), Herzog von Sachsen-Lauenburg
- Moritz (Oranien) (1567–1625), Statthalter von Holland
- Moritz (Hessen-Kassel) (1572–1632), Landgraf
- Johann Moritz (Nassau-Siegen) (1604–1679), Fürst
- Moritz (Sachsen-Zeitz) (1619–1681), Herzog
- Moritz (Bentheim-Tecklenburg) (1615–1674), Graf
- Moritz Heinrich (Nassau-Hadamar) (1626–1679), Graf
- Moritz Ludwig I. von Nassau-LaLecq (1631–1683), Herr
- Moritz Ludwig II. von Nassau-LaLecq (1670–1740), Herr
- Moritz Wilhelm (Sachsen-Zeitz) (1664–1718), Herzog
- Moritz Graf von Sachsen (1696–1750), deutscher Feldherr und Kriegstheoretiker
- Moritz von Anhalt-Dessau (1712–1760), preußischer Feldmarschall
- Moritz zu Salm-Kyrburg (1761–1813), Regent von Salm-Kyrburg
- Moritz von Sachsen-Altenburg (1829–1907), Prinz von Sachsen-Altenburg und preußischer General der Kavallerie
- Moritz II. von Dietrichstein-Proskau-Leslie (1801–1852)
- Moritz von Hanau-Hořovice (1834–1889), 1. Fürst von Hanau

### Vorname

#### Moritz
- Moritz Barkow (* 1988), deutscher Handballspieler
- Moritz Baumstieger (* 1982), deutscher Journalist
- Moritz Bleibtreu (* 1971), deutscher Schauspieler
- Moritz Böhringer (* 1993), deutscher American Football Spieler
- Moritz Bräuninger (1836–1860), deutscher Missionar, eventuell Märtyrer
- Moritz von Büren (1604–1661), Freiherr
- Moritz Bürkner (* 1983), deutscher Schauspieler
- Moritz Felicetti von Liebenfelss (1816–1889), österreichischer Historiker und Dichter
- Moritz Grenzebach (* 1979), deutscher Filmproduzent
- Moritz Gröbe (1828–1891), deutscher Bauunternehmer und Industrieller
- Moritz von der Groeben (* 1972), deutscher Film- und Fernsehproduzent
- Moritz Hans (* 1996), deutscher Sportkletterer
- Moritz Hartmann (1821–1872), österreichischer Publizist, Dichter und Schriftsteller
- Moritz Heidegger (1932–1956), liechtensteinischer Bobfahrer
- Moritz Herrgesell (1883–1952), österreichischer Möbeldesigner und Innenarchitekt
- Moritz von Hessen (1926–2013), deutscher Unternehmer, Chef des Hauses Hessen
- Moritz Freiherr Knigge (1968–2021), deutscher Unternehmensberater und Benimm-Experte
- Moritz Kremslehner (* 2005), österreichischer Kanute
- Moritz Krieter (* 1994), deutscher Handballspieler
- Moritz Kuhl (1814–1876), deutscher Druckereibesitzer und Politiker
- Moritz Lang (1647–1700), deutscher Kupferstecher
- Moritz Lauwereyns (* 1994), belgischer Poolbillardspieler
- Moritz Leitner (* 1992), deutsch-österreichischer Fußballspieler
- Moritz Leuenberger (* 1946), Schweizer Bundesrat
- Moritz Lindau (1877–1942), deutscher Kaufmann und Radsportfunktionär
- Moritz Manheimer (1826–1916), deutscher Einzelhandels-Kaufmann und Mäzen
- Moritz Mohl (1802–1888), deutscher Nationalökonom und Wirtschaftspolitiker
- Moritz Neumark (1866–1943), deutscher Industrieller
- Moritz Oppenheimer (1879–1934), deutscher Kaufmann und NS-Opfer
- Moritz James Oppenheimer (1879–1941), deutscher Kaufmann, Pferdesportler und NS-Opfer
- Moritz Rinke (* 1967), deutscher Dramatiker
- Moritz A. Sachs (* 1978), deutscher Schauspieler
- Moritz "HeyMoritz" Schirdewahn (* 2002), deutscher Schauspieler und Webvideoproduzent
- Moritz Schmid (1733–1818), deutscher Stiftspropst
- Moritz von Schwind (1804–1871), österreichischer Maler und Zeichner
- Moritz Veit (1808–1864), deutscher Autor, Verleger und Politiker
- Moritz Volz (* 1983), deutscher Fußballspieler
- Moritz Zielke (* 1973), deutscher Schauspieler

#### Moriz
- Moriz Blagatinschegg von Kaiserfeld (1811–1885), österreichischer liberaler Politiker der Habsburgermonarchie
- Moriz Carrière (auch: Carriere) (1817–1895), deutscher Schriftsteller und Philosoph (Hegelianismus, Theismus)
- Moriz Kaposi  (1837–1902), österreichischer Dermatologe
- Moriz von Kuffner (1854–1939), Österreichischer Brauunternehmer, Mäzen und Bergsteiger
- Moriz Melzer (1877–1966), deutscher Maler und Grafiker des Expressionismus
- Moriz Sassi (1880–1967), österreichischer Zoologe, Schwerpunkt Ornithologie

#### Mauritz
- Mauriz Balzarek (1872–1945), österreichischer Architekt
- Mauritz Dietrich Anton Droste zu Senden (1683–1723), Domherr in Münster und Paderborn
- Mauritz Eriksson (1888–1947), schwedischer Sportschütze
- Johann Mauritz Gröninger (1652–1707), deutscher Bildhauer und Maler
- Mauritz de Haas (1832–1895), niederländisch-amerikanischer Marinemaler
- Mauritz Lindström (1849–1923), schwedischer Maler
- Mauritz Sandberg (1895–1981), schwedischer Fußballspieler
- Mauritz Stiller (1883–1928), schwedischer Stummfilmregisseur
- Mauritz Vellingk (1651–1727), schwedischer Diplomat, Geheimrat, General und Generalgouverneur von Bremen-Verden

Zwischenname
- Gustaf Mauritz Armfelt (1757–1814), finnlandschwedischer Staatsmann, Militär und Diplomat
- Renny Lauri Mauritz Harjola (* 1959), finnischer Regisseur

#### Mór
- Mór Jókai (Jókay Móricz; 1825–1904), ungarischer Schriftsteller
- Mór Than (1828–1899), ungarischer Genre-, Historien- und Porträtmaler
- Mór Wahrmann (1832–1892), ungarischer Unternehmer und Politiker

#### Móric
- Móric Esterházy (1881–1960), ungarischer Politiker, 1917 kurzzeitig Ministerpräsident
- Móric Sándor (1805–1878), ungarischer Sportsmann, Großgrundbesitzer und Pferdezüchter

## Familienname
- Aloys Moritz (1892–1945), deutscher römisch-katholischer Geistlicher und Märtyrer
- André Moritz (* 1986), brasilianischer Fußballspieler
- Andreas Moritz (Propst) (auch Andreas Mauritius; 1559–1631), deutscher Pfarrer
- Andreas Moritz (Dichter) (1768–1831), deutscher Dialektdichter
- Andreas Moritz (Silberschmied) (1901–1983), deutscher Silberschmied und Hochschullehrer
- Andreas Moritz (Tiermediziner) (* 1961), deutscher Tiermediziner und Hochschullehrer
- Arne Moritz (* 1969), deutscher Politiker (CDU)
- Arthur Moritz (General) (* 1866;  † nach 1933), sächsischer Generalmajor
- Arthur Moritz (Maler) (1893–1959), deutscher Maler
- August Moritz (1913–2006), deutscher SS-Obersturmbannführer, Gestapobeamter und Agent (MfS)
- Ben-Luca Moritz (* 2000), deutscher Fußballspieler
- Bernhard Moritz (1859–1939), deutscher Orientalist
- Berthold Moritz (1875–1939), Abgeordneter der deutschen Minderheit im Sejm
- Bruno Moritz (* 1898), deutsch-ecuadorianischer Buchhändler und Schachspieler
- C. T. Moritz (Carl Theodor Moritz; um 1772–1834), deutscher Komponist
- Carl Moritz (Architekt) (1863–1944), deutscher Architekt und Immobilienunternehmer
- Carl Wilhelm Moritz (1810–1855), deutscher Instrumentenbauer
- César Moritz (* 1948), brasilianischer Politiker
- Christoph Moritz (* 1990), deutscher Fußballspieler
- Conrad Moritz (1787–1881), preußischer Landrat
- Cordula Bölling-Moritz (1919–1995), deutsche Journalistin und Schriftstellerin
- Detlev Holland-Moritz (* 1954), deutscher Schriftsteller
- Dieter Moritz (* 1938), deutscher Fußballspieler
- Dirk Moritz (* 1979), deutscher Schauspieler
- Dorothea Moritz (1932–2017), deutsche Schauspielerin
- Franz-Joseph Moritz (1839–1914), deutscher Bankmanager und Politiker
- Friedrich Moritz (Bürgermeister) (* im 16. Jahrhundert; † zwischen 1631 und 1651), Bürgermeister der Stadt Magdeburg
- Friedrich Moritz (Mediziner) (1861–1938), deutscher Internist
- Friedrich Alexander Moritz (1786–1852), deutscher Offizier und Landrat
- Friedrich Ferdinand Moritz (1866–1947), deutschbaltischer Maler
- Friedrich Gottlieb Moritz (1769–1833), deutschbaltischer Geistlicher, Lehrer und Autor
- Gabriele Haug-Moritz (* 1959), deutsche Historikerin
- Günter Moritz (* 1963), deutscher Filmproduzent
- Halvar Moritz (1906–1993), schwedischer Skilangläufer
- Hans Moritz (Theologe) (1926–2017), deutscher Theologe und Hochschullehrer
- Hans-Dieter Moritz (* 1940), deutscher Politiker (SPD)
- Hans-Ulrich Moritz (* 1952), deutscher Chemiker und Hochschullehrer
- Harald Moritz (* 1957), deutscher Politiker
- Heinrich Moritz (Schauspieler) (eigentlich Heinrich Mürenberg; 1800–1868), deutscher Schauspieler und Regisseur
- Heinrich Moritz (Metallurg) (1901–nach 1962), deutscher Metallurg und Politiker (DDR-CDU)
- Helmut Moritz (1933–2022), österreichischer Geodät
- Herbert Moritz (1927–2018), österreichischer Journalist und Politiker (SPÖ)
- Herwart Holland-Moritz, eigentlicher Name von Wau Holland (1951–2001), deutscher Journalist und Computeraktivist
- Ingrid Moritz (* 1963), österreichische Politikwissenschafterin
- Joachim Moritz (* 1949), deutscher Jurist, Richter am Bundesfinanzhof
- Johann Anton Moritz (1758–1820), deutscher Jurist und Politiker
- Johann Friedrich Moritz (1716–1771), Diplomat
- Johann Gottfried Moritz (1777–1840), deutscher Instrumentenbauer
- Johann Wilhelm Karl Moritz (1797–1866), deutscher Botaniker
- Jonathan Moritz (* 1977), US-amerikanischer Saxophonist
- Josef Moritz (1845–1922), deutscher Landwirt und Politiker, MdR
- Joseph Moritz (1769–1834), deutscher Historiker und Hochschullehrer
- Kai Christian Moritz (* 1976), deutscher Schauspieler
- Karen Rigmor Moritz (1913–2024), dänische Altersrekordlerin
- Karl Philipp Moritz (1756–1793), deutscher Schriftsteller
- Kilian Moritz (* 1965), deutscher Hochschullehrer
- Klaus Moritz (Grafiker) (1930–2016), deutscher Maler und Grafiker
- Klaus Moritz (Jurist) (* 1944), deutscher Rechtswissenschaftler
- Kurt Moritz (1902–1973), deutscher Kriminalpolizist und Geheimdienstmitarbeiter
- Lothar Moritz (1943–2010), deutscher Politiker (DDR-CDU)
- Ludwig Alfred Moritz (1921–2003), britischer Klassischer Philologe deutscher Herkunft
- Ludwig Wilhelm Moritz (1777–1830), deutschbaltischer Pastor und Heimatforscher
- Manfred Moritz (1909–1990), deutsch-schwedischer Philosoph
- Maria Moritz (1892–1957), deutsche Politikerin (KPD)
- Marie Elisabeth Moritz (1860–1925), deutsche Malerin
- Marius Moritz (* 1990), deutscher Jazzmusiker
- Mathias Moritz (* 1988), deutscher Fußballtorhüter
- Maurice Moritz, belgischer Radrennfahrer
- Melanie Weber-Moritz (* 1973), deutsche Verbandsfunktionärin
- Michael Moritz (* 1968), deutscher Schauspieler und Schriftsteller
- Monika Breuch-Moritz (* 1953), deutsche Meteorologin
- Neal H. Moritz (* 1959), US-amerikanischer Filmproduzent
- Patricia Holland Moritz (* 1967), deutsche Schriftstellerin
- Patrick Moritz (* 1977), deutscher Fußballspieler
- Paul Moritz (1923–2010), Schweizer Politiker und Richter
- Philipp Moritz (Handballspieler) (* 1994), österreichischer Handballspieler
- Rainer Moritz (* 1958), deutscher Germanist und Literaturkritiker
- Ralf Moritz (* 1941), deutscher Sinologe
- Reiner E. Moritz (* 1938), deutscher Filmunternehmer
- Reinhold G. Moritz (* 1966), österreichischer Schauspieler
- Renate Holland-Moritz (1935–2017), deutsche Schriftstellerin, Journalistin und Filmkritikerin
- Robin F. A. Moritz (* 1952), Biologe und Ökologe
- Sabine Moritz (* 1969), deutsche Malerin und Grafikerin
- Sema Moritz, deutsch-türkische Sängerin
- Theodore L. Moritz (1892–1982), US-amerikanischer Politiker
- Thomas Holland-Moritz (* 1948), deutscher Musikpädagoge und Hochschullehrer
- Ulf Moritz (* 1939), deutscher Designer
- Ulla Moritz, deutsche Filmschauspielerin
- Ulrich Moritz (Zeichner) (* 1949), deutscher Zeichner, Kulturwissenschaftler und Kunsthistoriker
- Ulrich Moritz (Musiker) (* 1953), deutscher Musik- und Rhythmuspädagoge, Komponist und Perkussionist
- Valentin Moritz (* 1987), deutscher Autor
- Verena Moritz (* 1969), österreichische Historikerin
- Waldemar Moritz (1870–1948), deutscher Verwaltungsbeamter
- Werner Moritz (1928–1967), deutscher Pädagoge
- Werner Moritz (Archivar) (1947–2015), deutscher Archivar
- Wilhelm Moritz (Jagdflieger) (1913–2010), deutscher Jagdflieger
- Wilhelm Christian Friedrich Moritz (1773–1850), deutscher Generalmajor
- Willy Moritz (1892–1960), deutscher Politiker (SPD)